# Bodoni (Schriftart)

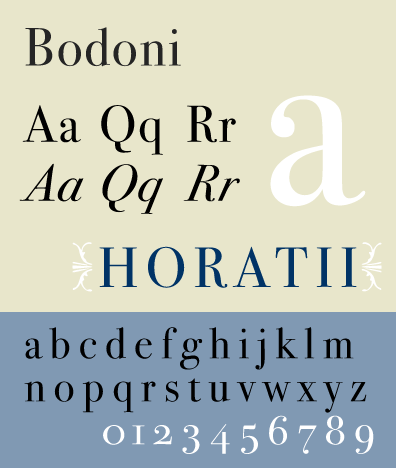
Bodoni-Schriftmuster

Bodoni ist die Bezeichnung für eine Reihe klassizistischer Antiquaschriftarten, die auf den Italiener Giambattista Bodoni zurückgehen. Zusammen mit den Schriften von Didot und Walbaum zählen sie zu den bekanntesten Schrifttypen des Klassizismus. Einerseits gelten Bodoni-Varianten In der Werbe- und Medienproduktionsbranche als Inbegriff der Eleganz, aufgrund der teils extremen Strichkontraste jedoch als nicht unproblematisch in der Handhabung.

## Entstehung

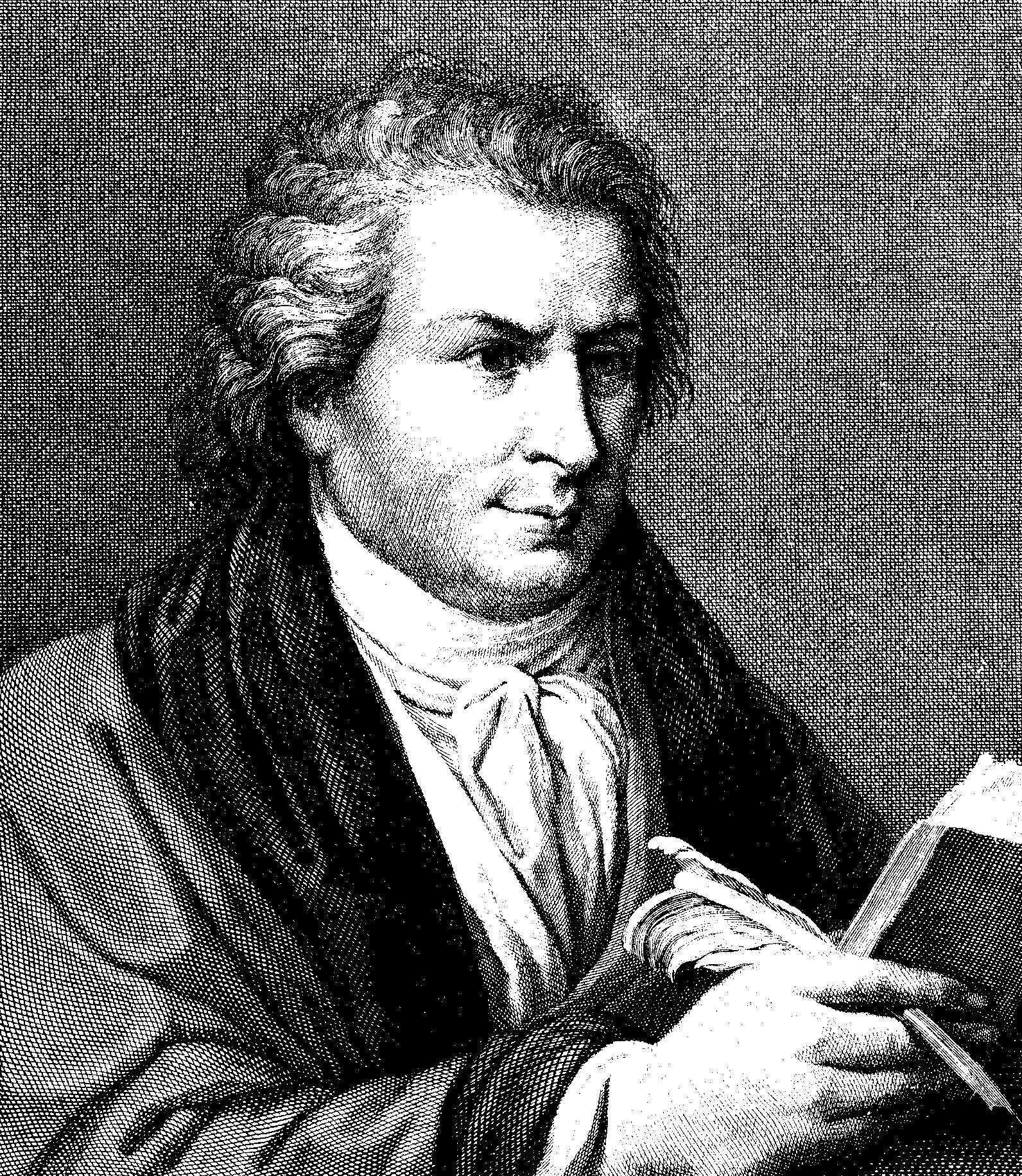
Giambattista Bodoni

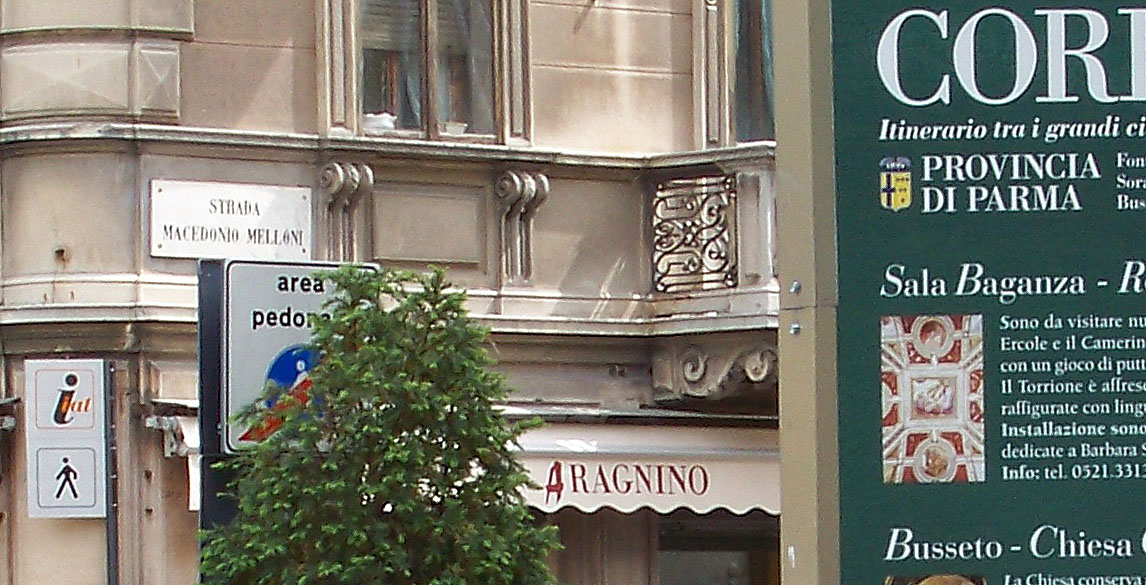
Typografie im Straßenbild von Bodonis Heimatstadt Parma

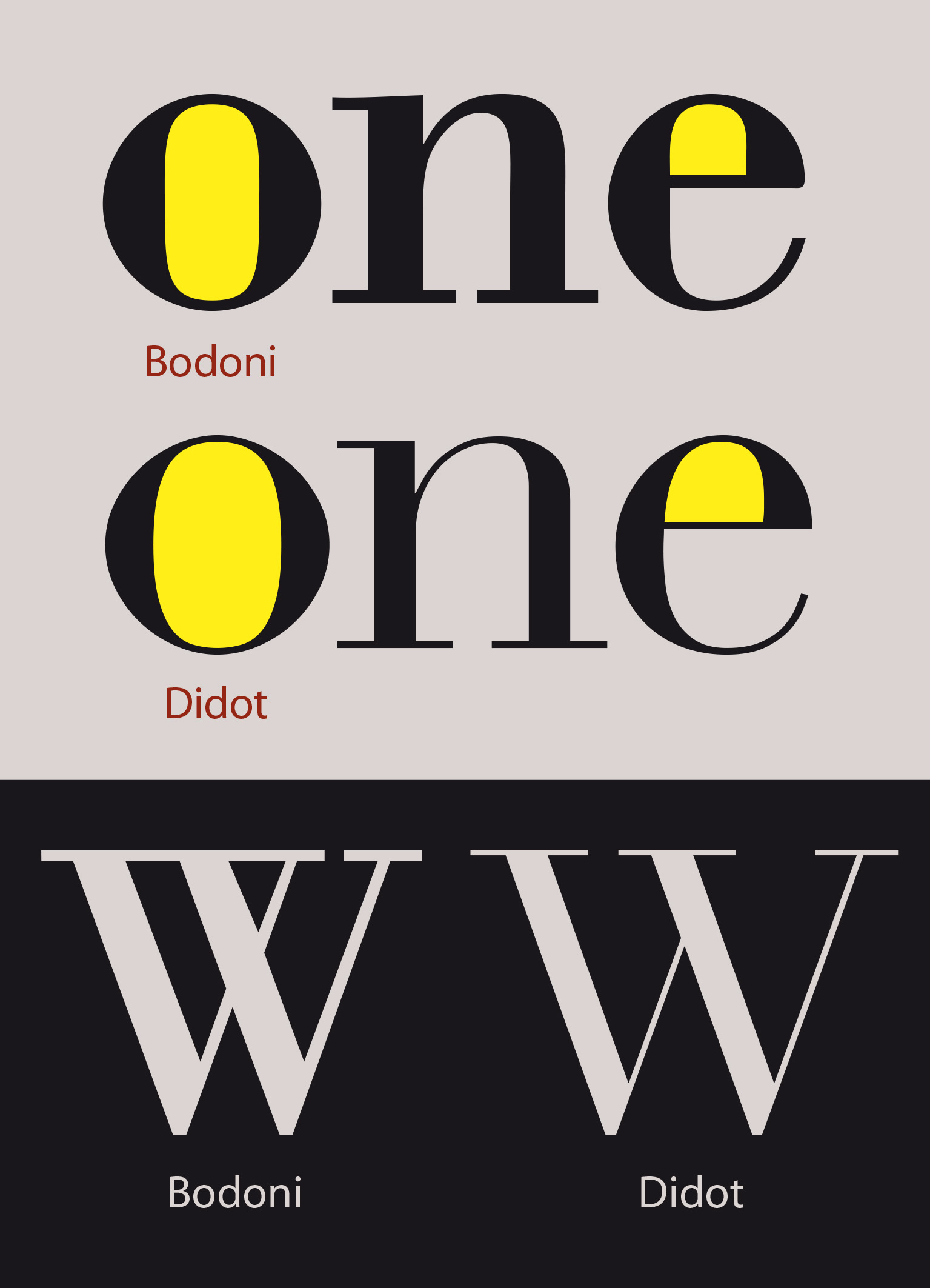
Zeichenausgestaltungs-Unterschiede Bodoni–Didot

Das Gros der heutigen Bodoni-Varianten geht zurück auf den italienischen Drucker und Schriftentwerfer Giambattista Bodoni (1740–1814). Als Drucker am herzoglichen Hof in Parma perfektionierte Bodoni sowohl die dort zum Zuge kommenden Druckverfahren als auch die verwendeten Schriften. Eigenen Angaben zufolge waren vier Arbeitsprinzipien für ihn wesentliche Grundlagen: Regelmäßigkeit inklusive Ähnlichkeiten bei der Wahl der Form, Sauberkeit und Glätte, Streben nach der besten Form sowie Anmut und Ungezwungenheit der Zeichen-Ausgestaltung.
Im Lauf seiner Tätigkeit entstanden weit über hundert Schriften – Antiqua-Schriften in unterschiedlichen Größen, aber auch Script- und Egyptienne-Varianten sowie griechische und kyrillische Zeichensätze. Inspiriert wurde Bodoni vor allem durch die Schriften des Briten John Baskerville. Ebenso beeinflussten ihn die Schriften der Pariser Drucker- und Stempelschneider-Familie Didot sowie von Pierre Simon Fournier. Als wegweisendes Muster seines Schaffens gilt vor allem das – nach seinem Tod von seiner Frau neu verlegte – Manuale Tipografico.
Der Einfluss von John Baskerville ist in Bodonis Schriftentwürfen zwar klar erkennbar. Die starken Kontraste zwischen Grund- und Haarstrichen, die flach in Strichform angesetzten Serifen sowie die konstruierte Ausführung der Zeichenformen schufen – ebenso wie bei den Schriften Didots und Walbaums – einen Schrifttypus, der zwar nicht unmittelbar an Vorbilder aus der Antike oder der Renaissance anknüpft, aber bereits von seinen Zeitgenossen als Inbegriff von Rationalismus, Aufklärung und Moderne wahrgenommen wurde. Ausgehend von seiner Hinterlassenschaft, dem Manuale Tipografico, differenzierten Typografieexperten sein Schriftentwurfs-Werk aus zwischen frühen, der Barock-Antiqua verhafteten Schriften und späteren, bei denen die klassizistische Gestaltungsweise voll ausgeprägt ist.
Trotz ihres Erfolgs zu Bodonis Lebzeiten gerieten seine Schriften in der zweiten Hälfte des 19. Jahrhunderts zunehmend in Vergessenheit. Eine Renaissance von Bodonis Schriften leitete die 1911 auf den Markt gebrachte ATF Bodoni von Morris Fuller Benton ein. Die ab 1931 von Monotype distributierte Variante basierte weitestgehend auf der von ATF. Neben diesem Muster gibt es heute zahlreiche Bodoni-Schriften – solche, die sich an der ATF Bodoni orientieren als auch solche, die sich an anderen Vorlagen orientieren oder eigene, kreative Wege gehen.

## Eigenschaften
Wenn über „die“ Bodoni geredet wird, ist damit zwar meist die dominierende, auf die Bodoni von ATF zurückgehende Variante gemeint. Die für „die“ Bodoni charakteristischen Eigenschaften sind allerdings – mehr oder weniger ausgeprägt – bei allen Varianten zu finden. Hervorstechendste Eigenschaft ist der für klassizistische Antiqua-Schriften typische Kontrast zwischen stark präsenten Grund- und vergleichsweise feinen, zurückgenommenen Haarstrichen. Die Serifen wiederum weisen meist dieselbe oder eine ähnliche Linienstärke auf wie die Haarstriche. Ansonsten wirken sie eher als dekorative Anhängsel denn als Bestandteil des jeweiligen Zeichens; ein verbindender Sockel oder Übergang ist – im Unterschied zu Barock-Antiqua- und Renaissance-Antiquaschriften – nicht vorhanden.
Von der Didot (oder, auch hier, besser: den unterschiedlichen Didot-Varianten) unterscheidet sich die Bodoni durch die (in der Regel) etwas kräftigeren Haarstriche sowie eine etwas weniger geometrische Ausführung der Zeichenproportionen. Einige Merkmale variieren – je nachdem, um welche Bodoni-Variante es sich konkret handelt. Einige warten an der Zeichen-Oberkante mit flachen Abstrichen auf, andere mit dachförmigen, leicht geschrägten. Das Textbild wird stark vom Wechsel der Strichkontraste bestimmt und der daraus resultierenden Betonung der Vertikalen – ein Grund, warum sie die der Autor Hans Peter Willberg in seinem Klassifikationsmodell den statischen Schriften zurechnet.

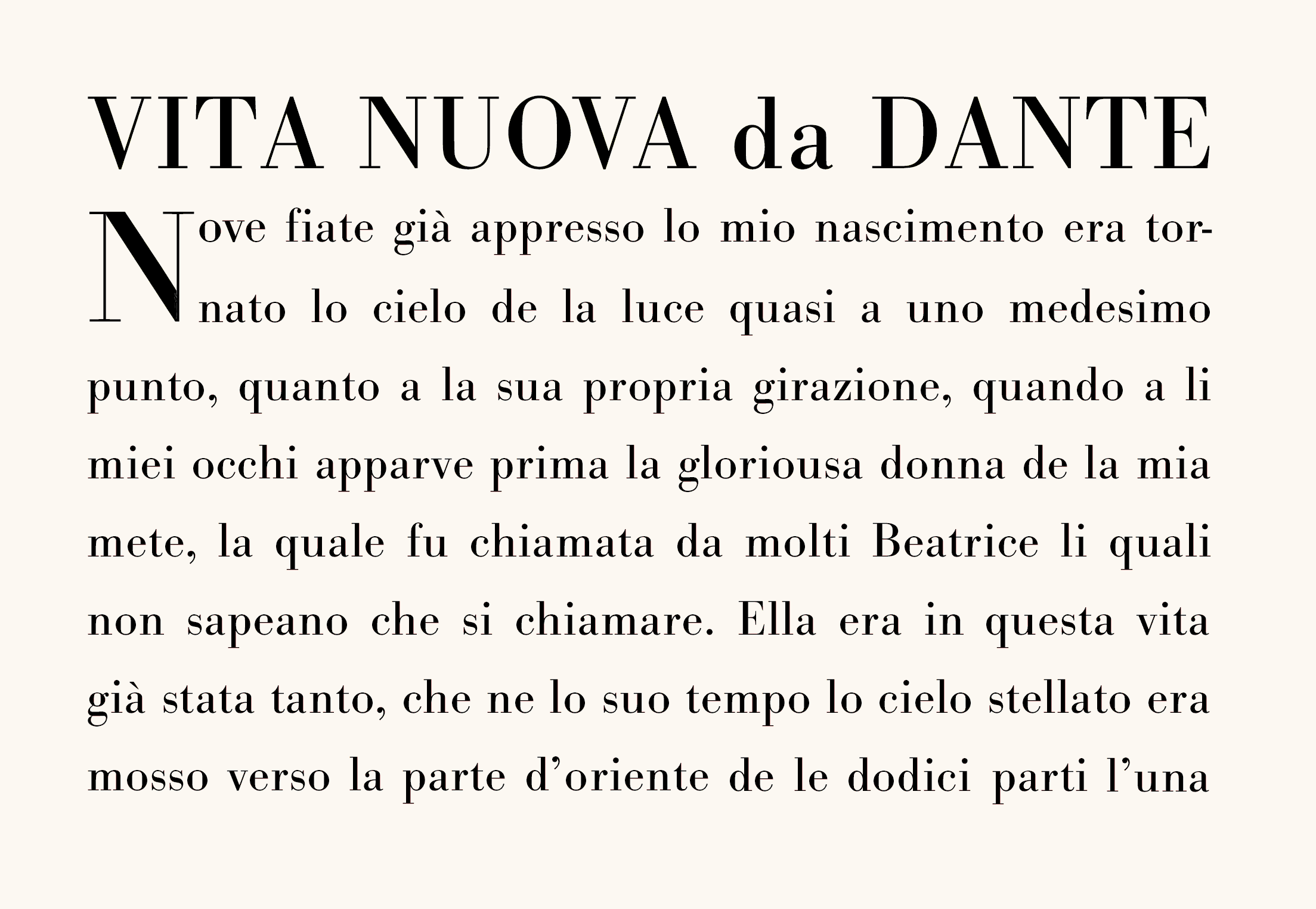
Fließtext-Probe in der Bodoni

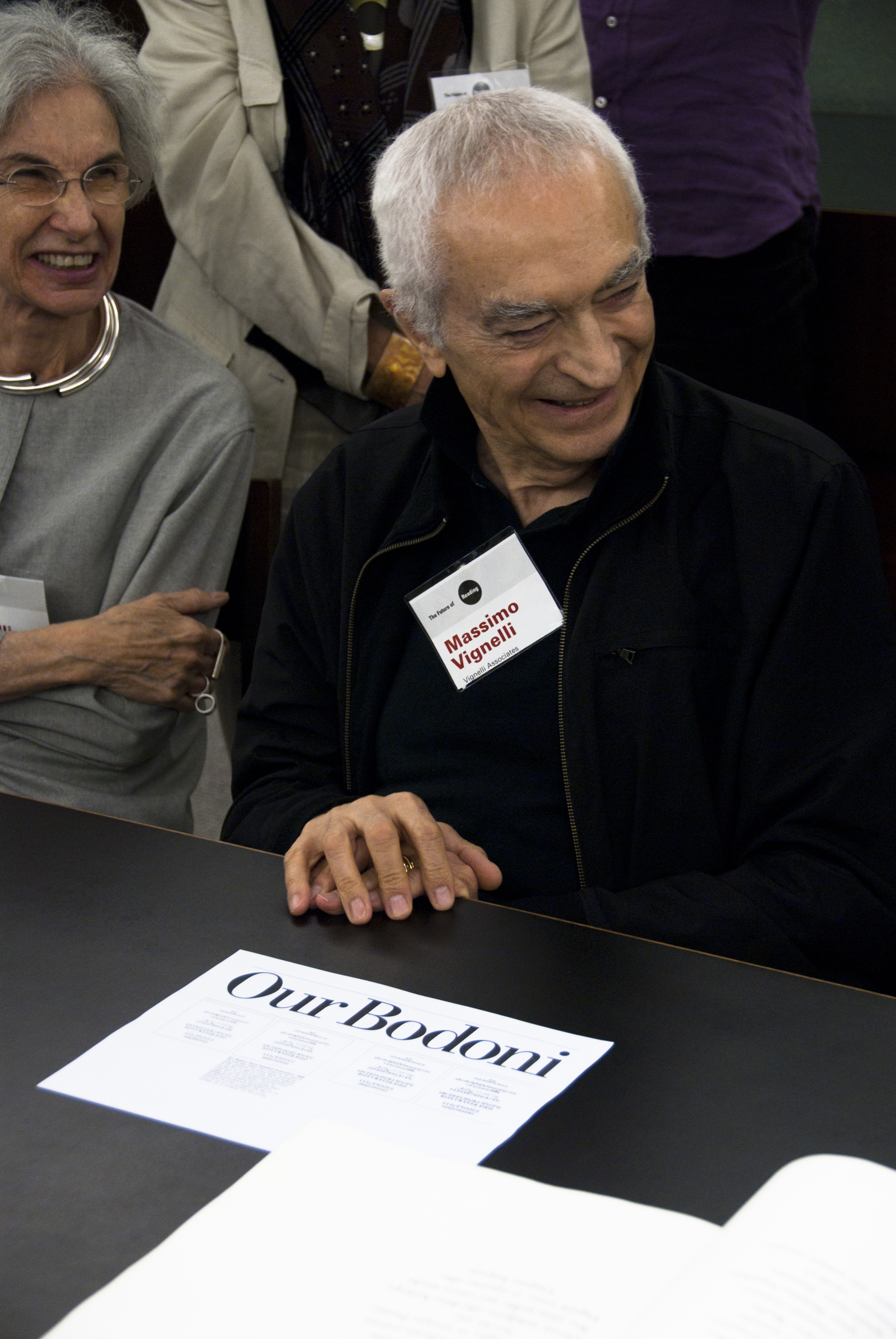
Massimo Vignelli

Ähnlich wie der Didot wird auch der Bodoni Eleganz als Haupt-Charaktereigenschaft zugeschrieben. Der italienische Architekt und Industriedesigner Massimo Vignelli, mitbeteiligt an der Entwicklung der WTC Our Bodoni, charakterisierte die Bodoni als „eine der elegantesten Schriften, die je entworfen wurden“. Druck- und lesbarkeitstechnisch indes gilt ihre Verwendung als nicht unproblematisch. Hauptursache: die hohen Strichstärke-Kontraste – ein Problem, dass bei den meisten klassizistischen Schriften auftritt. Die Vorgehensweise, für unterschiedliche Schriftgrößen angepasste Lettern zu produzieren, wurde erst mit dem Fortschreiten der Digitalisierung sowie den damit verbundenen Schriftfont-Erstellungstechniken wieder gezielter berücksichtigt – in der Regel durch Fertigung von Schriftvarianten, welche für unterschiedliche Schriftgrößen optimiert sind. Eine weitere Form, mit den lesetechnischen Handicaps umzugehen, sind speziell auf Grundschrift-Größen – grob etwa den Bereich zwischen 9 und 14 Punkt – abgestellte Schnitte wie zum Beispiel Book.
Unter Typografie-Experten schwankt die Beurteilung von Bodoni-Schriften zwischen großem, zum Teil enthusiastischen Lob wegen ihres Designs und kritischen Einschränkungen bezüglich ihrer Verwendung als Grundtext-Schrift. Der Typograf Erik Spiekermann äußerte sich über ihr Erscheinungsbild mit den Worten: „Sie sieht unheimlich majestätisch und royal, königlich aus.“ Ebenso gab er allerdings ihre problematische Handhabung im Satz zu bedenken. Für Kleingedrucktes nämlich, so Spiekermann, seien Bodoni-Schriften schlicht nicht zu gebrauchen – „weil die feinen Striche beim Buchdruck physisch wegbrechen“ und auch auf Bildschirmen „eine Katastrophe“ seien. Martin Tiefenthaler, Gründungsmitglied der Typographischen Gesellschaft Austria, vertritt den Standpunkt, dass höherklassige Livestyle-Magazine kaum ohne klassizistische Schriften auskämen; deren Verwendung sei hochgradig stilbildend. Schrifthistorisch gesehen, so Tiefenthaler, habe Bodoni die perfekte Schrift geschaffen; die Entwicklung der Antiqua sei mit ihr allerdings an ihrem Ende angelangt – danach sei nur etwas vollkommen Neues möglich gewesen.

## Bodoni-Varianten

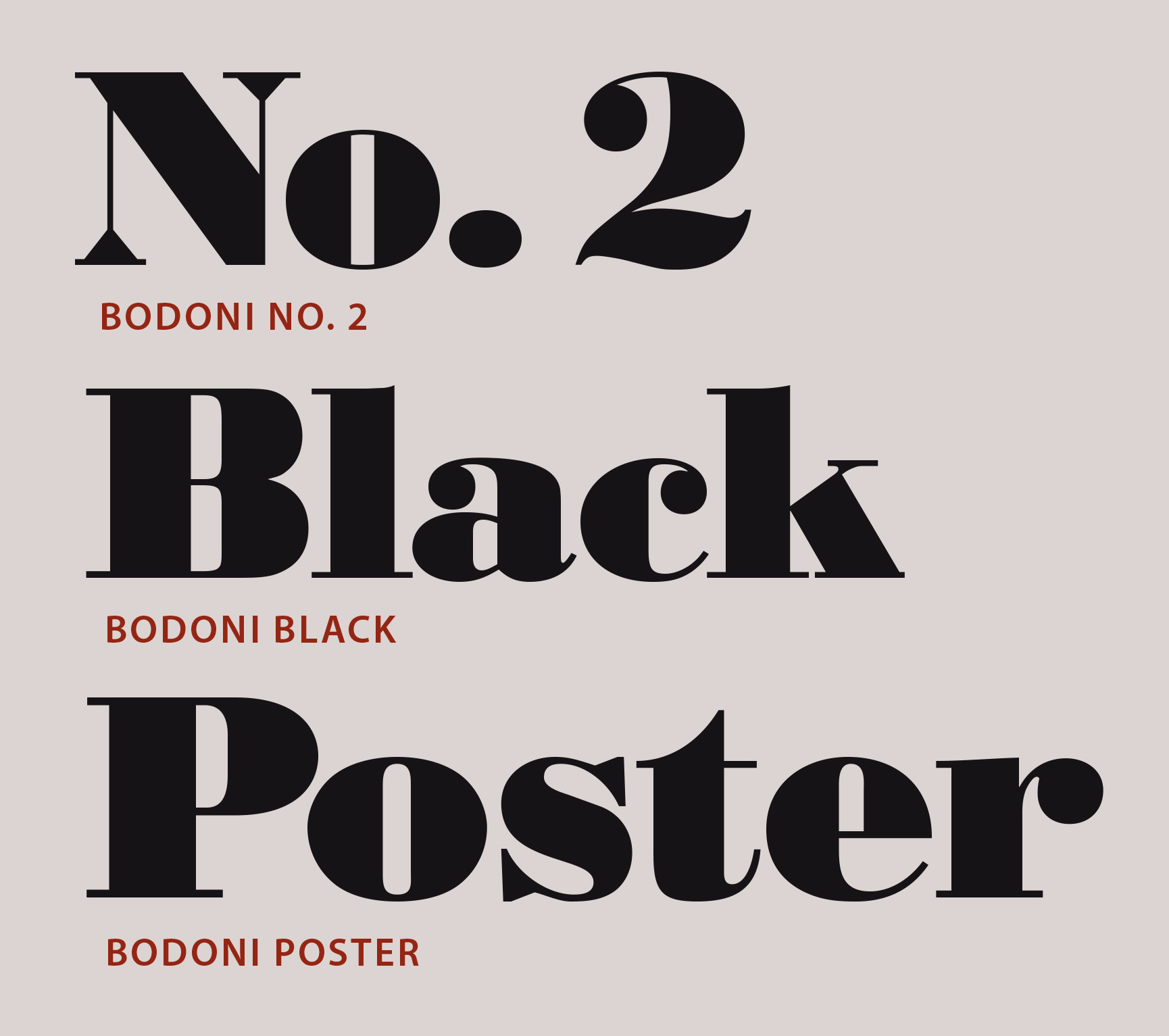
Fat-Face-Bodonis aus der ersten Hälfte des 20. Jahrhunderts: Bodoni No. 2, Bodoni Black und Bodoni Poster

Zwischenzeitlich gibt es eine Vielzahl unterschiedlicher Bodoni-Varianten – darunter Headline-fokussierte Display-Fonts ebenso wie Schriften, die auf Lesetext-Größen hin optimiert sind. Das Gros der Schriften, die heute unter der Namensbezeichnung Bodoni auf dem Markt sind, orientiert sich an der von Morris Fuller Benton für die American Type Founders gestaltete ATF Bodoni aus dem Jahr 1911. Im Wesentlichen gilt dies auch für die von der Berliner Schriftgießerei Berthold vermarktete und auch unter dem Namen Bertold Bodoni firmierende Bodoni Antiqua. Ein sich stärker an Bodonis frühen Schriften orientierende Variante ist die – gleichfalls von Berthold auf den Markt gebrachte und von Berthold-Chefdesigner Günter Gerhard Lange entworfene – Bodoni Old Face. Merkmal hier: etwas kräftigere Serifen als bei Bodoni-Schriften üblicherweise gängig sowie eine insgesamt weniger geometrische Anmutung.
Als Alternative zum dominierenden Muster ATF Bodoni genießt in der deutschsprachigen Medienproduktionsbranche die Bauer Bodoni eine hohe Reputation. Bei der 1921 von Heinrich Jost für die Frankfurter Schriftgießerei Bauer entwickelten Schriftfamilie stechen vor allem die besonders fein gezeichneten Serifen hervor. Eigens an den Mengensatz angepasste Bodoni-Varianten brachte das New Yorker Schriftenlabel ITC auf den Markt. Besonderheit hier: ITC Bodoni Six, ITC Bodoni Twelve und ITC Bodoni Seventy-Two basieren auf unterschiedlichen Bodoni-Vorlagen. Eine weitere US-amerikanische Bodoni-Variante ist schließlich die für das World Trade Center 1992 konzipierte Our Bodoni. Besonderheit hier: die mit denen der serifenlosen Schrift Helvetica abgestimmten Zeichenproportionen.
Über die mit dem Namen „Bodoni“ in der Eigenbezeichnung aufwartenden Schriften gab es stets auch Schriften, die unter eigener Bezeichnung eine zeitgemäße Neuinterpretation vornahmen. Beispiel etwa: die Gianotten von Linotype – eine Schrift, die vor allem auf die Lesbarkeit in kleineren Schriftgraden abgestellt ist. Andere klassizistische Neuerscheinungen wie beispielsweise die Questa oder die Abril versuchen den technisch-typografischen Anforderungen unter digitalen Bedingungen zwar ebenfalls gerecht zu werden. Sie verstehen sich allerdings nicht explizit als Bodoni-Fortentwicklungen. Das Webportal Fonts in Use führte im Januar 2024 folgende Schriften als Bodonis oder Bodoni-nahe Schriften auf: Bauer Bodoni, Berthold Bodoni Old Face, die Bodoni der Bleisatzfirma Ludwig & Mayer, Bodoni Antiqua, Bodoni Classic, Bodoni Classico, Bodoni-Antiqua (Weisert), Detroit Bodoni, Donna, Empiriana Antikva, Endicott Bodoni, Eugenio Serif, FF Cellini, FF Holmen, Filosofia, Heneczek, ITC Bodoni Twelve, Karloff Positive, LTC Bodoni, LTC Bodoni 26, Monotype Bodoni, NWT Bodoni, Parmigiano, Pergamon, URW Bodoni sowie die WTC Our Bodoni.
Eine Besonderheit sind ultrafette Schriften mit der Bezeichnung Bodoni im Namen. Da Fat-Face-Schriften erst in den späten Lebensjahren von Giambattista Bodoni populär zu werden begannen, handelt es sich dabei um neu entwickelte Schriften. Eine der bekanntesten Fat-Face-Bodonis ist die 1929 von Chauncey H. Griffith entworfene Bodoni Poster, die zwischenzeitlich in die reguläre Schnittausstattung der gängigen Varianten von Linotype, Monotype, Adobe und weiteren mit integriert ist und zusätzlich mit einer Italic- und einer Compressed-Variante aufwartet. Zwei weitere Ultrafett-Bodonis sind die Bodoni No. 2 von Morris Fuller Benton (1928) und die Bodoni Black von Robert Hunter Middleton (1930). Darüber hinaus sind weitere „Bodoni-ähnliche“ Fat Faces auf dem Markt. Beispiel: die Battista des deutschen Typedesigners Ingo Preuss.

## Verwendung

Nicht Bodoni, sondern Didot: der Schriftzug des Magazins Vogue

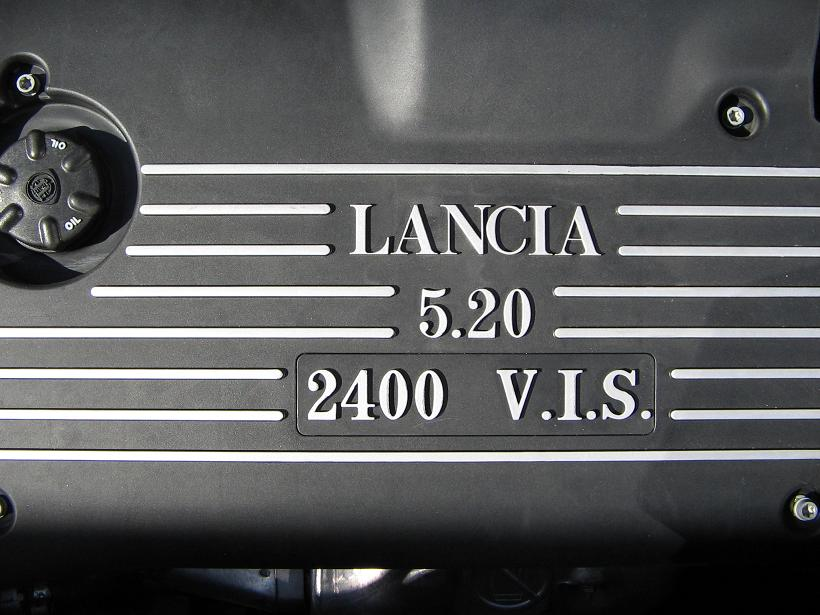
Bodoni im Einsatz bei der Automarke Lancia

Als Eleganz und auch Luxus ausstrahlende Schrift kommen Bodoni-Varianten vor allem in der Werbung, bei der Zeitschriften-Titelgestaltung und Headline-Aufmachung in Hochglanz-Magazinen sowie beim Design von Logos zum Zug. Langjährig als Corporate Font verwendet wurde die Bodoni beispielsweise bei dem italienischen Fiat-Ableger Lancia sowie dem ebenfalls zu Fiat gehörenden Unternehmen Ferrari. Hausschrift war sie darüber hinaus lange Zeit bei dem IT-Unternehmen IBM. Weitere bekannte Beispiele sind die Schriftzüge der Modemarken Calvin Klein und Elizabeth Arden. Entgegen landläufigen Zuschreibungen basieren die Schriftzüge der beiden weltbekannten Lifestyle-Magazine Vogue und Harper’s Bazaar nicht auf der Bodoni. Beide experimentierten jahrzehntelang mit stetig wechselnden Schriftzug-Designs, legten sich schließlich jedoch auf hauseigene Adaptionen des Konkurrenzmodells Didot fest – Harper’s Bazaar im konkreten Fall auf die HTF Didot des New Yorker Schriftdesigners Jonathan Hoefler.
Die Typografie-Archivseite Fonts in Use listet für die unterschiedlichen Bodoni-Versionen über 300 Gestaltungsbeispiele auf – darunter das unter Einbeziehung der Variante Bodoni Poster gesetzte Plakat Les Grandes dates de l’histoire de France aus dem Jahr 2018, die Standard-Plakatgestaltung der Bayerischen Staatsoper in München zwischen 1993 und 2006 sowie Restaurant-Signets, Buchgestaltungen und weitere in eine ähnliche Richtung gehende Gestaltungsarbeiten. Ultrafette Bodoni-Varianten wiederum kamen vor allem bei der Gestaltung von Popkultur-Produkten nach dem Zweiten Weltkrieg regelmäßig zum Zug. Beispiele: das Cover-Artwork für das Album Pearls of Passion von dem Popmusik-Duo Roxette (1986; Bodoni Poster unter Verwendung des Compressed-Schnitts) sowie Cover-Artworks in der Bodoni No. 2 bzw. Bodoni Ultra für Tennessee Ernie Ford (1961), den Easy Listening-Musiker und Filmkomponisten Tony Mottola (1962) und die Soulgruppe Temptations (1966).